# Reiley
Rani Petersen (Tórshavn, 24 de novembre del 1997), més conegut com a Reiley, és un cantant feroès.
Va tenir èxit a TikTok, on va publicar versions curtes de cançons amb les quals va arribar a milions de seguidors. Al principi del 2023 va participar en Dansk Melodi Grand Prix, la preselecció danesa per al Festival de la Cançó d'Eurovisió. Va guanyar amb la seva cançó Breaking My Heart, amb la qual representarà Dinamarca en el Festival de la Cançó d'Eurovisió 2023, que se celebrarà en la ciutat britànica de Liverpool. És el primer guanyant feroès de Dansk Melodi Grand Prix.

## Biografia
Reiley va néixer i va créixer a les illes Fèroe, una dependència del Regne de Dinamarca. El 2019, va viatjar entre Londres i Los Angeles per gravar música i va aconseguir un contracte discogràfic amb Atlantic Records l'any següent. El 2021, es va llançar el seu senzill debut Let It Ring, que va aconseguir un èxit particular a Corea del Sud.
Al gener de 2023, va ser confirmat entre els 8 participants del Dansk Melodi Grand Prix, un festival utilitzat per seleccionar el representant danès al Festival de la Cançó d'Eurovisió, amb el tema "Breaking My Heart". L'11 de febrer, Reiley va participar en l'esdeveniment, on el vot combinat de l'audiència i el jurat el va triar com a guanyador i representant nacional al Festival de la Cançó d'Eurovisió 2023, celebrat a Liverpool, convertint-se en el primer artista feroès a representar Dinamarca al certamen europeu.

## Discografia

### EP modifica
- 2021 – BRB, Having an Identity Crisis

### Senzills
- 2021 – Let It Ring
- 2021 – Superman
- 2022 – Blah Blah Blah
- 2022 – Moonlight
- 2023 – Breaking My Heart